# Lobos Cinzentos
A Juventude Idealista (em turco:  Ülkücü Gençlik), mais conhecido como Lobos Cinzentos (em turco:  Bozkurtlar), é uma organização ultra-nacionalista, neofascista e islamita turca. É acusada de ser uma organização terrorista por vários países.  De acordo com as autoridades turcas, a organização realizou 694 assassinatos entre 1974 a 1980.

## Ligações com a Gladio
Os Lobos Cinzentos eram a maior força visível no comando da contra-guerrilha, o ramo turco da Operação Gladio. Ao usar tais estruturas paramilitares, os líderes foram capazes de manter uma fachada de negabilidade plausível.
Numerosas fontes mostram que o MHP e os Lobos Cinzentos tinham vínculos com a máfia turca, com os serviços de inteligência turcos, bem como para a CIA e outras agências de inteligência. O antigo procurador público militar e membro do Supremo Tribunal Turco, Emin Değer, provou que os Lobos Cinzentos colaboraram com as forças de contra-insurgência governamentais, bem como os laços estreitos entre essas forças de segurança de Estado e a CIA. Na verdade, Martin A. Lee também escreveu que a ala paramilitar dos Lobos Cinzentos foram secretamente apoiados pela CIA, que trabalharam com a rede da Gladio, enquanto um artigo em 5 de dezembro de 1990 pelo suíço Neue Zürcher Zeitung afirma que a contra-guerrilha tinha a sua sede no edifício do serviço secreto militar dos EUA, o DIA. Le Monde Diplomatique escreveu que "a CIA usou os defensores da Grande Turquia para incitar paixões anti-soviéticas no coração das minorias turco-muçulmanas na União Soviética". Assim, em 1992, o coronel Türkeş foi até o recém-independente Azerbaijão, onde foi aclamado como um herói. Ele apoiou a candidatura do simpatizante dos Lobos Cinzentos, Abülfaz Elçibay, à presidência. Uma vez eleito, Elchibey escolheu para o Ministério do Interior, İsgandar Hamidov, um membro dos Lobos Cinzentos, que pleiteia a criação de uma Grande Turquia que incluiria o norte do Irã e se expandiria para a Sibéria, Ásia Central, Afeganistão, Paquistão e oeste e norte da China (Turquestão Oriental). Isgandar Hamidov renunciou em abril de 1993, após ter ameaçado a Armênia com um ataque nuclear.
De acordo com Daniele Ganser, um pesquisador da Universidade ETH Zürich, o fundador dos Lobos Cinzentos, Alparslan Türkeş, era um membro da contra-guerrilha, o ramo turco da Gladio, um stay-behind da OTAN, uma organização paramilitar anticomunista que deveria preparar as redes para uma guerra de guerrilha em caso de uma invasão soviética. Le Monde diplomatique confirma que os Lobos Cinzentos foram infiltrados e manipulados pela Gladio, e que importantes membros dos Lobos Cinzentos como Abdullah Çatlı tinha trabalhado com a Gladio. Segundo o mesmo artigo, Abdullah Çatlı reuniu-se com o terrorista italiano internacional Stefano Delle Chiaie, que, além de adotar parte na estratégia de tensão da Itália, mantinha igualmente ligações com a DINA de Augusto Pinochet e participava da guerra suja na Argentina. No entanto, é alegado que foi na Itália e Turquia, que a Gladio apoiou uma estratégia de tensão (em italiano:  strategia della tensione) usando ataques terroristas de falsa bandeira, a fim de desacreditar o movimento comunista.

## Membros
- Mehmet Ali Ağca[20] (provável)
- Abdullah Çatlı[21]
- Isgandar Hamidov
- Alparslan Türkeş[22]